# التهاب الجلد الضوئي النباتي
التهاب الجلد الضوئي النباتي (بالإنجليزية: Phytophotodermatitis)‏ هو التهاب جلدي ضَوئي سُّمي، يحدث بسبب التماس مع عامل نباتي ذي سميًّة ضوئيَّة، المترافق مع التعرض للأشعة فوق البنفسجية مثل الشمس، تشمل الأعراض: حمامى، ووذمة، وبثور (حويصلات أوفقاعات)، وفرط التصبغ المتأخر. تُفاقم الحرارة والرطوبة من شدة الأعراض. يُعرف أيضًا باسم التهاب الجلد التّعطُّري أوالتهاب الجلد الضوئي المارغريتي.
يحدث الالتهاب عند التعرض لكمية كافية من عامل التحسس الضوئي والأشعة فوق البنفسجية. لا يتطلب التعرض المسبق لعامل التحسس الضوئي لحدوث الالتهاب، كما أنَّه ليس استجابة مناعية.
تنتمي المواد المسببة للحساسية الموجودة في النباتات ذات السمِّية الضوئية إلى فئة من المركبات الكيميائية تسمى الفورانوكومارين، والتي تُنشَّط بواسطة الأشعة فوق البنفسجية طويلة الموجة (يو في أيه). أكثر هذه المركبات العضوية سمية هي: الفورانوكومارين الخطي (سُّمي خطي لأنه يَظهر بِبُنية كيميائية خطية) والبرغابتن والزانثوتوكسين (المعروف أيضًا باسم الميثوكزالين)، وهما فورانوكومارين خطيان مشتقان من السورالين، يوجدان دائمًا في النباتات المرتبطة بالتهاب الجلد الضوئي النباتي.

## الأعراض
يبدأ التفاعل عادة في غضون 24 ساعة من التعرض، ويبلغ ذروته بعد 48-72 ساعة. يتحول الجلد إلى اللون الأحمر ويبدأ الشعور بالحكة والحرق، تتكون البثور الكبيرة أوالفقاعات في غضون 48 ساعة، قد تترك البثور ندبات سوداء أوبنية أوأرجوانية يمكن أن تستمر لعدة سنوات. يحدث فرط تصبغ الجلد هذا بسبب إنتاج الميلانين الناتج عن الفورانوكومارين.
أشارت تقارير وسائل الإعلام بأنَّ تعرض العين لعامل التحسس يمكن أن يؤدي إلى عمى مؤقت أو دائم، إلا أنّ الأبحاث الحالية لم تدعم هذه التقارير.
يمكن أن يصيب التهاب الجلد الضوئي النباتي الأشخاص في أي عمر، حدث عند الأطفال خلط بينه وبين إساءة معاملة الأطفال.

## الأنواع ذات السميَّة الضوئية
تنحدر النباتات المترافقة مع التهاب الجلد الضوئي النباتي بشكل رئيسي من أربع فصائل نباتية:
عائلة الجزر (الخيمية)، وعائلة الحمضيات (السذابية)، وعائلة التوت (التينية)، وعائلة البقوليات (البقولية).

### فصيلة الخيمية
عائلة الجزر الخيمية هي العائلة الرئيسية للنباتات المرتبطة بالتهاب الجلد الضوئي النباتي. إذ ينتمي نصف الأنواع النباتية المُبلغ عن تسببها بالتهاب الجلد الضوئي النباتي إلى هذه العائلة.
استُخدم حشيش الأسقف الكاذب (الخلة الشيطانية)، منذ العصور القديمة لعلاج البهاق، ولكن الاستخدام العرضي أو الخاطئ لهذا النبات يمكن أن يؤدي إلى التهاب الجلد الضوئي النباتي. يستمر زراعة نبات الخلة الشيطانية من أجل الفورانوكومارين؛ لأنه يستخدم لعلاج الأمراض الجلدية على الرغم من الخطر المُحدق به.
تُعد الخلة الشيطانية المصدر الرئيسي لسموم الزانثوتوكسين، وفيورانوكومارين الخطيان في العالم. تُزرع أنواع عديدة من عائلة الخيمية كمنتجات غذائية، يُظهِر بعضها تأثيرات سامة ضوئية. أُبلغَ عن الكرفس والجزر الأبيض والبقدونس بأنَّها تسبَّبت بالتهاب الجلد الضوئي النباتي بين العمال الزراعيين وعمال البقاليات وغيرهم من العاملين في مجال التعامل مع الأغذية.
أصبح عدد من الأنواع النباتية ذات السمِّية الضوئية في عائلة الجزر أنواعًا غازيَّة، مثل:الجزر الأبيض البري (الغُريراء المزروع)، والأعشاب الطويلة من جنس الهرقلية مثل: الهرقلية الفارسية، والهرقلية السوسنوفسكي، والهرقلية المانتغازية. أكثر هذه الأنواع خطورة على الصحة العامة هي نبتة الهرقلية المانتغازية.
تشمل الأنواع النباتية الأخرى في عائلة الخيمية المرتبطة بالتهاب الجلد الضوئي النباتي: الشجيرة النفطية (شمر البثور)، وبقدونس البقرة (السرفيل الأنطرسكي الحرجي)، والجزر البري (الجزر الشائع)، وأنواع مختلفة من جنس حشيشة الملاك (مثل: حشيشة الملاك أنجليكا تسمى أيضًا حشيشة الملاك الكورية)، ومعظم (إن لم يكن كل) أنواع جنس الهرقلية وخاصة الأعشاب الطويلة الغازية، والهرقلية السفندوليونية، والهرقلية الصوفية.

## الوقاية
يعدّ تجنب ملامسة المواد ذات السمِّية الضوئيّة أول وأفضل خط دفاع ضد التهاب الجلد النباتي:
- تجنب الإتصال مع العائلات النباتية: الخيمية والحمضيات، والعوامل البيولوجية الأخرى المعروفة بسمِّيتها الضوئية.
- لا تحرِق النباتات والعوامل ذات السمِّية الضوئية؛ لأن هذا سيؤدي إلى تطاير المواد ذات السمِّية الضوئية على نطاق واسع.[25]
- ارتدِ بنطالًا طويلًا وقميصًا طويل الأكمام والقفازات والنظارات الواقية، قبل التعامل مع مثل هذه النباتات، وذلك في الأماكن الخارجية المحتمل فيها الاتصال بالنباتات ذات السمِّية الضوئية.
- ضع واقي شمسي على المناطق المكشوفة إذا كانت الملابس الواقية غير متوفرة، سيوفر هذا قدرًا من الحماية إذا حدث التماس.
- استحم أو اغتسل بعد القيام بنشاط في الهواء الطلق بأسرع ما يمكن. اغسل ملابسك ثم اغسل يديك بعد التعامل مع الملابس المتسخة.

يعدّ تجنب أشعة الشمس خط الدفاع الثاني؛ كي لا تُنشط المادة ذات السمِّية الضوئية:
- اغسل منطقة التماس مع المادة ذات السمِّية الضوئية بالماء البارد والصابون، وتجنب أي تعرض إضافي لأشعة الشمس لمدة 48 ساعة على الأقل. يمكن أن تفاقم الحرارة والرطوبة الالتهاب، لهذا السبب من المهم غسل المنطقة المصابة بالماء البارد والصابون.
- ابق في الداخل قدرالإمكان، وتجنب الضوء الساطع من خلال النوافذ.
- غطِّ المنطقة المصابة بملابس واقية من الشمس، إذا لم تستطع البقاء في المنزل.
- ضع واقي شمسي على المناطق المصابة بعد الغسيل،[26] بدلًا من الملابس الواقية من الشمس.

يحدث التهاب الجلد الضوئي النباتي عن طريق الأشعة فوق البنفسجية ذات الطول الموجي الطويل (يو في إيه) في المجال 320-380 نانومتر؛ لذا ستحجب الملابس الواقية من الشمس ومنتجات الوقاية من أشعة الشمس، الأطوال الموجية من الأشعة فوق البنفسجية.
أنشأت إدارة الغذاء والدواء الأمريكية (إف دي إيه) اختبارًا واسع الطيف، لتحديد الحماية من أشعة يو في إيه لمنتج واقي من الشمس، يُسمح للمنتجات الواقية من الشمس المجتازة للاختبار بوضع ملصقات عليها تشير إلى أنَّها واقيات من الشمس واسعة الطيف، والحامية من الأشعة فوق البنفسجية الطويلة والمتوسطة.
لا يوجد اختبار مكافئ أوملصق معتمد من إدارة الغذاء والدواء (إف دي إيه) للملابس الواقية من الشمس. صُّنفت بعض الملابس بعامل الحماية من الأشعة فوق البنفسجية (يو بّي إف)، ولكن أشارت نتائج الاختبار من تقارير المستهلكين إلى أن يو بّي إف مؤشر غير موثوق به للحماية من الأشعة فوق البنفسجية.

## العلاج
يمكن استخدام العديد من الأدوية الموضعية والفموية لعلاج التهاب الجلد النباتي. قد يصف طبيب الأمراض الجلدية كريم تبييض للمساعدة في علاج فرط التصبغ وإعادة تصبغ الجلد إلى طبيعته. إذا لم يتلق المريض العلاج، من الممكن أن تصاب المواقع المتأثرة بفرط تصبغ دائم أونقص تصبغ.

## التاريخ
عُرفت تأثيرات التحسس الضوئي للنباتات منذ العصور القديمة. وُضعت عصارة الخلة الشيطانية على بقع من البهاق وشُّجع المرضى على الاستلقاء في الشمس، في مصر حوالي عام 2000 قبل الميلاد. لاحظ الطبيب اليوناني ديسقوريدوس عودة الصبغة إلى بقع البهاق عند وضع كِمَادَة من أوراق أوأغصان التين الشائع، في عام 50 ميلادي. بيَّنت هذه الممارسات القديمة آثار فرط التصبغ المرافقة لالتهاب الجلد الضوئي النباتي.
قدمَّ شومتون في عام 1815 واحدًا من أقدم التقارير عن التهاب الجلد المتعلق بالنبات، إذ لاحظ احتواء القشرة الخارجية وجذر الهرقلية الصوفية (الاسم الشائع لأي نوع من نباتات الهرقلية) على عصارة قوية بما يكفي لإحداث التهاب وتقرح في الجلد. ذكر سورنيفين في عام 1887 أن الهرقلية السفندوليونية تسبب التهاب الجلد. ومع ذلك لم يوثق أي من هذه التقارير الأولى الدور الحاسم للأشعة فوق البنفسجية.